# کریستین فروشتل
کریستین فروشتل (به آلمانی: Christian fruchtel)(متولد: ۲۸ ژانویه ۲۰۰۰) بازیکن فوتبال در پست دروازه‌بان در تیم بایرن مونیخ است.

## عملکرد باشگاهی

### دوره نوجوانان
فروشتل قبل از پیوستن به دجندروف، دوران نوجوانی خود را در باشگاه زادگاهش بیشوفسمایس گذراند. در سال ۲۰۱۴، او به آکادمی جوانان بایرن مونیخ نقل مکان کرد.
در سال ۲۰۱۷، فروشتل با تیم زیر ۱۷ سال بایرن، در لیگ جوانان بوندس لیگا قهرمان شد و در طول فصل ۱۴ بار بازی کرد. فروشتل همچنین در طول فصل ۲۰۱۶–۱۷ ۷ بار برای تیم زیر ۱۹ سال بایرن ظاهر شد و در مسابقات بوندس لیگایی این رده نایب قهرمان شد.

### بایرن مونیخ
فروشتل در فصل۱۸–۲۰۱۷ در بوندس لیگای جوانان برای بایرن مونیخ ۲ بازی کرد و اولین بازی خود را در ۱۵ ژوئیه ۲۰۱۷ در جام بایرن انجام داد و در بازی ۲–۲ مقابل گارچینگ انجام داد. وی اولین بازی حرفه ای خود را برای تیم ذخیره‌ها در لیگا ۳ در ۲۰ ژوئیه ۲۰۱۹، در بازی خارج از خانه برابر وورتسبورگ کیکرز انجام داد.

## عملکرد بین‌المللی

### جوانان
فروشتل در برخی از تیم‌های ملی جوانان آلمان بازی کرده‌است، از جمله پنج بازی برای تیم زیر ۱۷ سال از سال ۲۰۱۶ تا ۲۰۱۷.

## افتخارات

### باشگاهی

#### بایرن مونیخ
- سوپر جام فوتبال آلمان:۲۰۱۷